# هاریاوالتا
هاریاوالتا (به لاتین: Harjavalta) یک شهرک در فنلاند است که در ساتاکونتا واقع شده‌است. هاریاوالتا با  ۷٬۱۸۹ نفر جمعیت ۳۸ متر بالاتر از سطح دریا واقع شده‌است.